# Vivian Brantsen
Vivien Jacob Lodewijk Tom baron Brantsen (Angerlo, 18 juni 1880 - aldaar, 25 november 1954) was een Nederlands pamflettist.

## Familie
Brantsen werd geboren op het Landgoed Wielbergen te Angerlo. Bij vonnis van 2 juni 1904 werd zijn eerste naam gewijzigd in Vivian. Zijn vader was Carel Marie baron Brantsen. Zijn moeder Jacqueline Sophie gravin van Limburg Stirum. Hij is in 1954 als laatste begraven op de familiebegraafplaats op het landgoed Wielbergen.

## Loopbaan
Vivian doorliep scholen in Arnhem en Neuwied (Duitsland). Zijn rechtenstudie in Utrecht maakte hij niet af. Vivian maakte deel uit van de leisure class. Zonder beroep ging zijn belangstelling uit naar historie, politiek, schilderkunst en geografie. Op historisch gebied werd hij beïnvloed door zijn oom jhr. mr. Victor de Stuers en correspondeerde hij met Prof. P. J. Blok en Prof. dr. R. Fruin. Hij beheerste de Duitse, Engelse en Franse taal en maakte vele buitenlandse reizen. Na het overlijden van zijn vader erfde Vivian het landgoed en landhuis Wielbergen waar hij met zijn moeder en zus Amée Brantsen ging wonen. Vivian Brantsen was ongehuwd. De eerste versie van de statuten van de Carel Marie baron Brantsen en Jacqueline Sophie gravin van Limburg Stirum Stichting waaraan hij zijn bezittingen en vermogen na zou laten werden al voor de Eerste Wereldoorlog opgesteld. In 1939 werden de statuten voor de notaris verleden. Via een olografisch testament waarvan de executie van zijn overlijden in 1954 tot 1958 zou duren. Delen van de kunstcollectie werden nagelaten aan de genoemde Brantsen Stichting en aan het Gemeentemuseum Arnhem. Hij werd op 28 november 1954 als laatste bij zijn vader, moeder en zuster op de familiebegraafplaats op het landgoed Wielbergen begraven.

## Publicaties
Mede omdat hij veel tijd had schreef hij vanaf 1904 tal van ingezonden brieven stukken in kranten en gaf hij zelf vanaf 1923 tot 1954 Het Algemeen Belang voor de Gemeenten Angerlo en Doesburg uit. In en na de Tweede Wereldoorlog gaf hij een sterk anti-Duitse en anti-NSB gerichte trilogie uit waarin scherp werd uitgehaald naar degenen die naar zijn mening niet genoeg voor de Nederlandse belangen waren opgekomen:
- Liever Hottentot dan Edelgermaan! Enkele kanttekeningen op het hedendaagsch gebeuren hier te lande, Wielbergen, in den herfst 1944. Uitgeverij A. Rutgers, Doesburg (in beheer)
- De puntjes op enkele i's, door den schrijver van Liever Hottentot dan Edelgermaan!. Opschrift: gratis tot de voorraad strekt voor de lezers dier brochure, Wielbergen, juli 1946 en
- Wat er op Doorn gebeurde en .... gebeurt!, Wielbergen, 16 juli 1947.

## Portretten
Van Vivian zijn drie portretten bewaard gebleven. Een pastel portret als een van de kinderen Brantsen uit 1885 in de Brantsen-kamer op Wielbergen, een tekening van hem als jongen gedurende zijn schooltijd te Neuwied en een portret van J.F.M. Versteegh in de hal van het historisch landhuis Wielbergen.